# Kinderladen

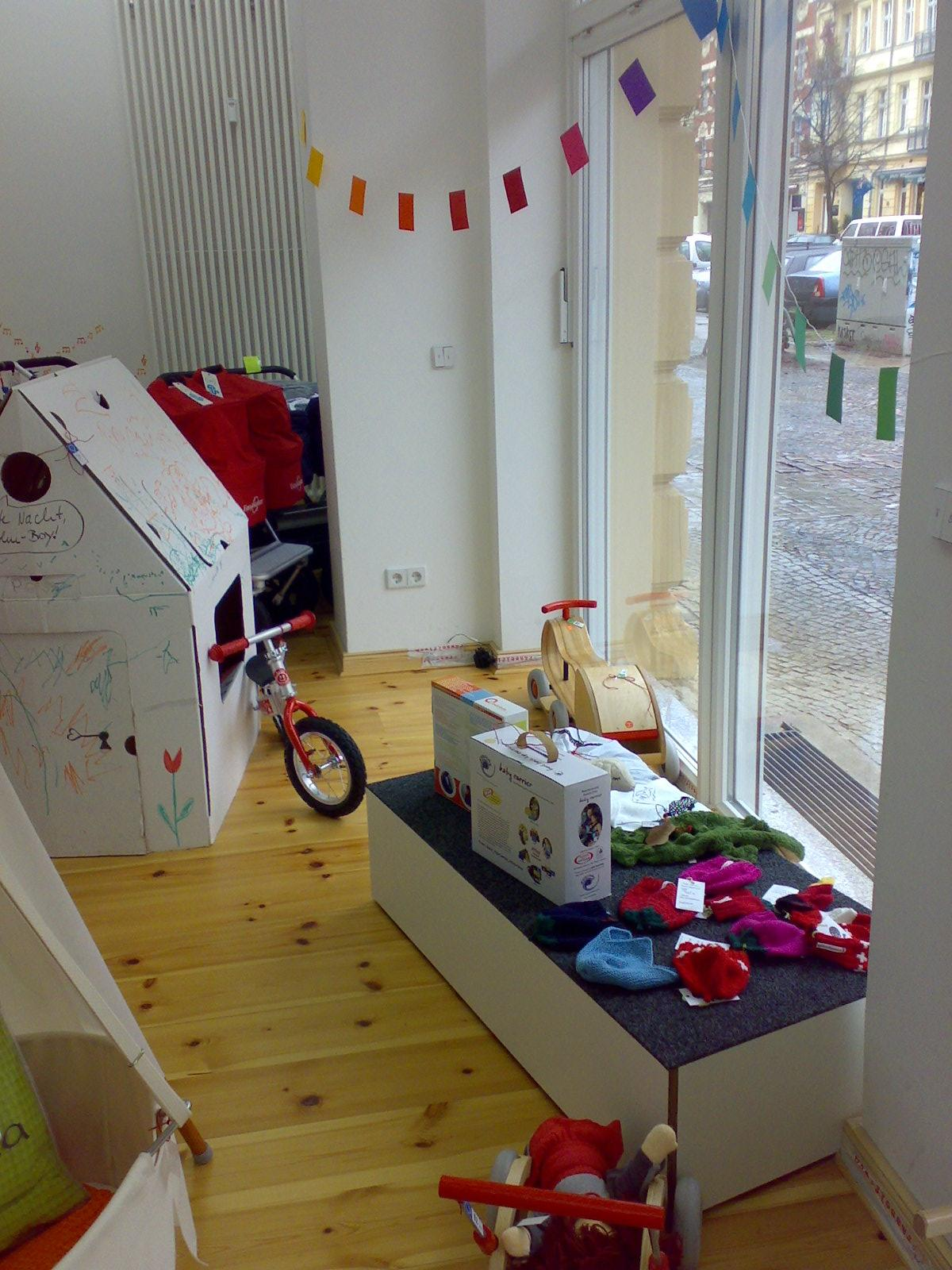
Ein Kinderladen in Berlin-Prenzlauer Berg

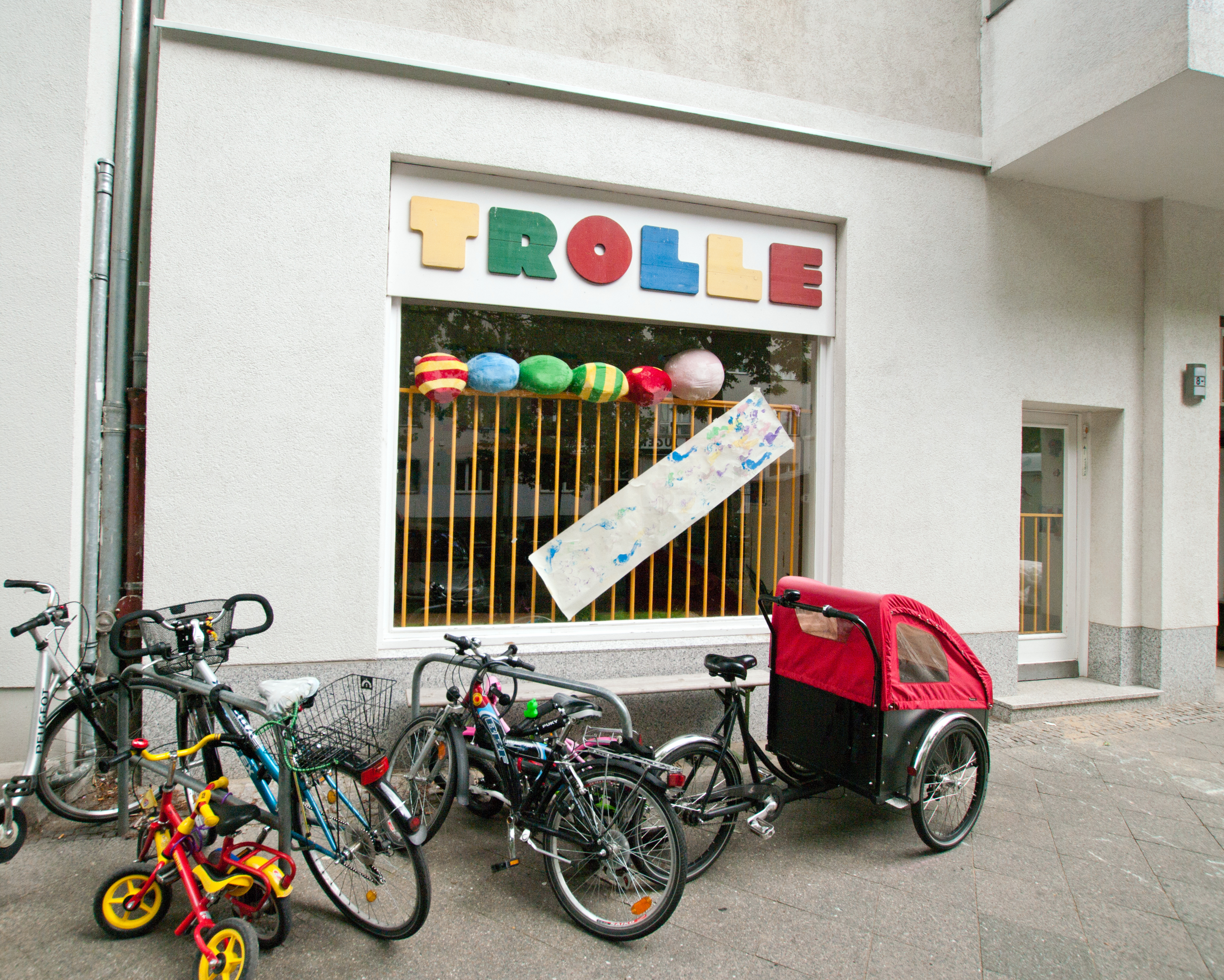
Ein Kinderladen in Berlin-Wilmersdorf

Ein Kinderladen ist ein selbstverwalteter („alternativer“) Kindergarten, zumeist von freien Trägervereinen (oft Elterninitiativen) getragen, in denen Kinder im Vorschulalter betreut werden. Durchschnittlich werden 15 bis 19 Kinder je Kinderladen betreut. Vor allem in der Anfangszeit der Kinderläden, in den 1960er- und frühen 1970er-Jahren, wurden ehemalige Ladenräume genutzt, weil durch das Aufkommen von Supermärkten viele kleinere Geschäfte schließen mussten und daher Ladenlokale günstig zu mieten waren, deshalb die Bezeichnung Kinderladen. Ähnliche Projekte, die vor allem Schulkinder als Zielgruppe haben, werden Schülerladen genannt. Auch manche Kinder- und Jugendfreizeiteinrichtungen nennen sich Kinderladen.

## Geschichte
Der erste Kinderladen war die 1967 von Monika Seifert in Frankfurt-Eschersheim gegründete Freie Kinderschule, aus der später auch die beiden ersten Alternativschulen der Bundesrepublik hervorgingen: die Glockseeschule Hannover und die Freie Schule Frankfurt (in der die Kinderschule aufging). Die Kinderladenbewegung und die öffentliche Diskussion um die in den Kinderläden praktizierte antiautoritäre Erziehung begannen jedoch erst 1968 mit der Gründung von Kinderläden in (insbesondere) Berlin, Stuttgart und Hamburg. Die Gründung der Kinderläden in Berlin fand zunächst im studentischen Milieu des SDS und der Sponti-Bewegung statt und wurde organisiert vom Aktionsrat zur Befreiung der Frau, der gleichzeitig die zweite deutsche Frauenbewegung einleitete. Dabei verstand sich die Kinderladen-Bewegung als Teil einer gesamtgesellschaftlichen Protestbewegung gegen die bestehenden Verhältnisse.
Auch heute noch sind Kinderläden eine Alternative zu städtischen und kirchlichen Einrichtungen, obwohl sie meist nicht mehr „Kinderladen“ genannt werden (eher: Elterninitiative). – „Der erste Kinderladen in Berlin wurde übrigens von zwei Männern (Lothar Binger und Peter Umbsen) in der Kopfstrasse (sic!) in Berlin-Neukölln realisiert.“
Auch in der DDR gab es zu Beginn der 1980er Jahre einen freien, nichtstaatlichen Kinderladen im Ostberliner Stadtteil Prenzlauer Berg, der nach der Schließung durch die Stasi (nach der Zwangsräumung wurde der Eingang zugemauert) noch ein Vierteljahr in wechselnden Privatwohnungen organisiert wurde, unter anderem kurz in der Wohnung von Christa Wolf. Ulrike Poppe war eine Initiatorin und bekam eine Gefängnisstrafe. Der Kinderladen war eine Elterninitiative, die Betreuer kamen allerdings immer von außen. Inspiration für den Kinderladen war das Buch Zeit für Kinder von Ekkehard von Braunmühl. Ein Bild des Kinderladens hängt im Stasi-Museum in Berlin-Lichtenberg.

## Pädagogik und organisatorische Verantwortung
Die Kinderladenbewegung ist „in sich heterogen und speist sich aus verschiedenen Motiven“, so dass sich nur wenige allgemeingültige Aussagen treffen lassen. Das wesentliche pädagogische Prinzip der Kinderläden ist das der Selbstregulation der Kinder. Das bedeutet, dass das Kind in allen Lebensgebieten seine Bedürfnisse frei äußern und selbst regulieren können soll.
Kinder werden in Kinderläden in der Regel in kleineren Gruppen betreut und die Anzahl der Erzieher und der Personalschlüssel sind daher üblicherweise wesentlich höher als in anderen Einrichtungen, was einen intensiveren pädagogischen Kontakt zum Kind ermöglicht.
Die Vereine organisieren die Arbeit des Kinderladens. Auch wenn die Vereine weitestgehend in Eigenregie arbeiten, liegt die Fachaufsicht über einen Kinderladen, wie auch bei anderen Kindergärten freier Träger, beim Jugendamt.
Wenige Kinderläden werden von einer einzigen Person geleitet, die meisten Kinderläden führt eine Teamleitung, die aus den Erziehern des Kinderladens besteht, oder dem Vorstand der Elterninitiative. In den 1970er Jahren förderte zum Beispiel der Senat von Berlin viele seiner etwa 270 Kinderläden oft als „EI-Kita“, als Elterninitiativ-Kindertagesstätte (Elterninitiative).
Für die Bereiche Kochen, Putzen und Krankheitsvertretung werden eine Vielzahl unterschiedlicher Gestaltungsmöglichkeiten praktiziert.

## Kritik
Manfred Berger konstatiert, dass bis heute „keine wissenschaftsmethodisch überzeugende antiautoritäre Theorie, kein einheitliches pädagogisches Konzept“ der Kinderläden zu finden sei. Gerd Koenen spricht davon, dass „in der Kinderladenbewegung […] auch eine Masse ideologischer Überfrachtungen [der Kinder] mit ins Spiel“ gekommen sei.
Insbesondere die herrschende Sexualpädagogik in den Kinderläden wurde wiederholt kritisiert. In den Kinderläden wurden Kinder als sexuelle Wesen angesehen und daher beispielsweise gegenseitige Doktorspiele gefördert. Auch Vorwürfe sexuellen Missbrauchs wurden in Bezug auf die Kinderläden geäußert. Christa Meves bezeichnete den Umgang mit Sexualität in den Kinderläden als „frühe Kindesverführung“, die „psychosomatische Erkrankungen, schwere Hysterie oder sexuelle Verwahrlosung“ erzeugen könne. Der Deutsche Ärztinnenbund sprach sich 1970 vehement gegen diese „Form der Kindesverführung“ aus.